# Foot Ball Club Spezia 1906 1972-1973
Questa voce raccoglie le informazioni riguardanti il Foot Ball Club Spezia 1906 nelle competizioni ufficiali della stagione 1972-1973.

## Stagione
Nella stagione 1972-1973 lo Spezia disputa il girone B del campionato di Serie C, con 34 punti ottiene il quattordicesimo posto. Il torneo è stato vinto dalla Spal con 53 punti che ritorna in Serie B, secondo con 49 punti il Giulianova. Retrocedono la Viterbese con 29 punti, la Maceratese con 27 punti e l'Anconitana con 25 punti.
A La Spezia viene confermato l'allenatore Gianni Corelli mentre dal mercato arrivano il centravanti Marco Biloni dal Brescia, le due ali Giovanni Asnicar dalla Spal e dal Modena Gian Paolo Facchinetti. In attacco perde le prestazioni di Roberto Rolla che viene ceduto alla Spal. Sono proprio i ferraresi che dominano il campionato, mentre gli aquilotti disputano un tranquillo torneo di mezza classifica, perdendo nel finale di stagione qualche punto di troppo. Le cose vanno meglio per gli aquilotti bianconeri nel nuovo torneo di Coppa Italia di Serie C, alla sua prima edizione, dove eliminano Lucchese, Massese, Viareggio e Montevarchi, poi negli ottavi superano il Livorno, per cedere di misura nel doppio confronto con l'Alessandria nei quarti di finale.

## Rosa
| N. |                   | Ruolo | Calciatore             |
| -- | ----------------- | ----- | ---------------------- |
|    | Italia (bandiera) | A     | Giovanni Asnicar       |
|    | Italia (bandiera) | C     | Bernardino Barbetta    |
|    | Italia (bandiera) | A     | Marco Biloni           |
|    | Italia (bandiera) | D     | Simone Boldini         |
|    | Italia (bandiera) | C     | Giampaolo Bonanni      |
|    | Italia (bandiera) | P     | Roberto Brustenga      |
|    | Italia (bandiera) | D     | Vito Callioni          |
|    | Italia (bandiera) | A     | Giovanni Console       |
|    | Italia (bandiera) | P     | Antonio Dal Poggetto   |
|    | Italia (bandiera) | C     | Andrea Damiani         |
|    | Italia (bandiera) | A     | Gian Paolo Facchinetti |
|    | Italia (bandiera) | D     | Emer Franceschi        |

| N. |                   | Ruolo | Calciatore          |
| -- | ----------------- | ----- | ------------------- |
|    | Italia (bandiera) | C     | Giorgio Giulietti   |
|    | Italia (bandiera) | A     | Roberto Liccia      |
|    | Italia (bandiera) | C     | Mario Morosini      |
|    | Italia (bandiera) | D     | Osvaldo Motto       |
|    | Italia (bandiera) | C     | Van Puc Pettinaroli |
|    | Italia (bandiera) | A     | Cesare Pini         |
|    | Italia (bandiera) | A     | Alfredo Poletto     |
|    | Italia (bandiera) | A     | Falvio Rossi        |
|    | Italia (bandiera) | A     | Francesco Spadafora |
|    | Italia (bandiera) | A     | Ivan Vecchi         |
|    | Italia (bandiera) | D     | Marco Zignego       |

## Risultati

### Serie C girone B

#### Girone di andata
| Arbitro: | Lops (Torino) |

|              |           |  |
| F. Rossi 35’ | Marcatori |  |

| Arbitro: | Terpin (Trieste) |

|              |           |  |
| Trevisan 30’ | Marcatori |  |

| Arbitro: | Ciulli (Roma) |

|                       |           |            |
| Biloni 1’ Console 49’ | Marcatori | 88’ Monaco |

| Arbitro: | Busalacchi (Palermo) |

|  |           |                                 |
|  | Marcatori | 36’, 77’ Biloni 61’ Facchinetti |

| La Spezia 15 ottobre 1972 5ª giornata | Spezia          | 0 – 0 | SPAL | Stadio Alberto Picco\| Arbitro: \| Celli (Trieste) \| |
| Arbitro:                              | Celli (Trieste) |       |      |                                                       |

| Arbitro: | Schena (Foggia) |

|                     |           |  |
| Santonico 7’ (rig.) | Marcatori |  |

| La Spezia 29 ottobre 1972 7ª giornata | Spezia                    | 0 – 0 | Viareggio | Stadio Alberto Picco\| Arbitro: \| Turiano (Reggio Calabria) \| |
| Arbitro:                              | Turiano (Reggio Calabria) |       |           |                                                                 |

| Arbitro: | Prati (Parma) |

|                                              |           |  |
| Polesello 40’, 52’ (rig.) Salvemini 43’, 47’ | Marcatori |  |

| Arbitro: | Bonassi (Milano) |

|                            |           |                |
| Console 5’, 48’ Biloni 30’ | Marcatori | 50’ Caselunghe |

| Arbitro: | Artico (Padova) |

|             |           |              |
| Ulivieri 8’ | Marcatori | 63’ Morosini |

| Viterbo 26 novembre 1972 11ª giornata | Viterbese        | 0 – 0 | Spezia | Stadio della Palazzina\| Arbitro: \| Cesari (Bologna) \| |
| Arbitro:                              | Cesari (Bologna) |       |        |                                                          |

| Arbitro: | V. Lattanzi (Roma) |

|              |           |  |
| Callioni 74’ | Marcatori |  |

| La Spezia 11 dicembre 1972 13ª giornata | Spezia                      | 0 – 0 | Lucchese | Stadio Alberto Picco\| Arbitro: \| Moretto (San Donà di Piave) \| |
| Arbitro:                                | Moretto (San Donà di Piave) |       |          |                                                                   |

| Arbitro: | Laurenti (Padova) |

|              |           |            |
| R. Rossi 63’ | Marcatori | 50’ Biloni |

| Arbitro: | Lops (Torino) |

|              |           |  |
| Callioni 29’ | Marcatori |  |

| Arbitro: | Busalacchi (Palermo) |

|                 |           |  |
| Dell'Angelo 65’ | Marcatori |  |

| Arbitro: | Marino (Taranto) |

|              |           |  |
| Chimenti 83’ | Marcatori |  |

| La Spezia 21 gennaio 1973 18ª giornata | Spezia          | 0 – 0 | Torres | Stadio Alberto Picco\| Arbitro: \| Chiri (Mantova) \| |
| Arbitro:                               | Chiri (Mantova) |       |        |                                                       |

| Macerata 28 gennaio 1973 19ª giornata | Maceratese       | 0 – 0 | Spezia | Stadio Helvia Recina\| Arbitro: \| Tempio (Catania) \| |
| Arbitro:                              | Tempio (Catania) |       |        |                                                        |

#### Girone di ritorno
| Olbia 4 febbraio 1973 20ª giornata | Olbia                       | 0 – 0 | Spezia | Stadio Bruno Nespoli\| Arbitro: \| Esposito (Torre Annunziata) \| |
| Arbitro:                           | Esposito (Torre Annunziata) |       |        |                                                                   |

| Arbitro: | Rizza (Siracusa) |

|                                  |           |  |
| Morosini 66’ (rig.) F. Rossi 69’ | Marcatori |  |

| Arbitro: | Governa (Alessandria) |

|              |           |              |
| Albanese 29’ | Marcatori | 73’ Callioni |

| Arbitro: | Ambrosio (Napoli) |

|                     |           |               |
| Rapalini 53’ (aut.) | Marcatori | 81’ Cassarino |

| Arbitro: | Moretto (San Donà di Piave) |

|                                            |           |                     |
| Pezzato 3’ Mongardi 12’ (rig.), 33’ (rig.) | Marcatori | 57’ (aut.) Boldrini |

| La Spezia 18 marzo 1973 25ª giornata | Spezia             | 0 – 0 | Giulianova | Stadio Alberto Picco\| Arbitro: \| Pesciarelli (Roma) \| |
| Arbitro:                             | Pesciarelli (Roma) |       |            |                                                          |

| Arbitro: | Mattei (Macerata) |

|                  |           |  |
| Dossena 37’, 90’ | Marcatori |  |

| La Spezia 1º aprile 1973 27ª giornata | Spezia             | 0 – 0 | Empoli | Stadio Alberto Picco\| Arbitro: \| Lanzetti (Viterbo) \| |
| Arbitro:                              | Lanzetti (Viterbo) |       |        |                                                          |

| Arbitro: | Selicorni (Novara) |

|                |           |  |
| Petraccini 24’ | Marcatori |  |

| La Spezia 15 aprile 1973 29ª giornata | Spezia           | 0 – 0 | Livorno | Stadio Alberto Picco\| Arbitro: \| Tempio (Catania) \| |
| Arbitro:                              | Tempio (Catania) |       |         |                                                        |

| Arbitro: | Esposito (Torre Annunziata) |

|                                              |           |                   |
| Morosini 44’ G. Asnicar 50’, 79’ Poletto 59’ | Marcatori | 74’ Colafrancesco |

| Arbitro: | Lapi (Firenze) |

|              |           |                |
| Gravante 25’ | Marcatori | 51’ G. Asnicar |

| Arbitro: | Governa (Alessandria) |

|                           |           |  |
| Ferrario 52’ Sperotto 85’ | Marcatori |  |

| Arbitro: | Marti (Napoli) |

|              |           |            |
| Callioni 70’ | Marcatori | 73’ Frutti |

| Arbitro: | Fiumara (Roma) |

|                |           |                |
| Ciani 50’, 55’ | Marcatori | 87’ G. Asnicar |

| La Spezia 27 maggio 1973 35ª giornata | Spezia           | 0 – 0 | Prato | Stadio Alberto Picco\| Arbitro: \| D'Astore (Lecce) \| |
| Arbitro:                              | D'Astore (Lecce) |       |       |                                                        |

| Arbitro: | Medeghini (Brescia) |

|  |           |                   |
|  | Marcatori | 23’, 26’ Chimenti |

| Arbitro: | Lops (Torino) |

|           |           |  |
| Petta 76’ | Marcatori |  |

| Arbitro: | Lapi (Firenze) |

|                           |           |                                   |
| Barbetta 4’ I. Vecchi 11’ | Marcatori | 71’ (aut.) Giulietti 75’ Cervigni |